# Okręg wyborczy Ross and Cromarty
Okręg wyborczy Ross and Cromarty powstał w 1832 r. i wysyłał do brytyjskiej Izby Gmin jednego deputowanego. Okręg położony był w dystrykcie Ross and Cromarty na północy Szkocji. Został zlikwidowany w 1983 r.

## Deputowani do brytyjskiej Izby Gmin z okręgu Ross and Cromarty
- 1832–1837: James Alexander Stewart-Mackenzie, wigowie
- 1837–1847: Thomas Mackenzie, Partia Konserwatywna
- 1847–1868: James Matheson, Partia Liberalna
- 1868–1884: Alexander Matheson, Partia Liberalna
- 1884–1885: Ronald Munro-Ferguson, Partia Liberalna
- 1885–1892: Roderick Macdonald, Highland Land League
- 1892–1911: James Galloway Weir, Partia Liberalna
- 1911–1936: Ian Macpherson, Partia Liberalna, od 1931 Narodowa Partia Liberalna
- 1936–1945: Malcolm MacDonald, Narodowa Partia Pracy
- 1945–1964: John MacLeod, Narodowa Partia Liberalna
- 1964–1970: Alasdair Mackenzie, Partia Liberalna
- 1970–1983: Hamish Gray, Partia Konserwatywna